# Danilia insperata
Danilia insperata là một loài ốc biển, là động vật thân mềm chân bụng sống ở biển, trong họ Chilodontidae.